# Yōhei Toyoda
Yōhei Toyoda (jap. 豊田陽平 Toyoda Yōhei; ur. 11 kwietnia 1985 w Ishikawie) – japoński piłkarz.

## Kariera klubowa
Od 2004 do 2009 roku występował w klubach Nagoya Grampus Eight, Montedio Yamagata, Kyoto Sanga F.C. Od 2010 roku gra w zespole Sagan Tosu.

## Kariera reprezentacyjna
Karierę reprezentacyjną rozpoczął w 2013 roku. W sumie w reprezentacji wystąpił w 6 spotkaniach. Został powołany na Igrzyska Olimpijskie w 2008 roku.